# Rodriguinho Marinho
Rodrigo Eduardo Costa Marinho (Natal, 27 de marzo de 1988), más conocido como Rodriguinho, es un futbolista brasileño que juega en la demarcación de centrocampista para el Cuiabá E. C. del Brasileirão.

## Selección nacional
Hizo su debut con la selección de fútbol de Brasil el 26 de enero de 2017 en un encuentro amistoso contra Colombia que finalizó con un resultado de 1-0 a favor del combinado brasileño tras el gol de Dudu. El 13 de junio jugó su segundo partido para la selección, de nuevo en calidad de amistoso contra Australia que acabó con un marcador de 0-4 para Brasil.

## Clubes
| Club                   | País   | Año       | Partidos | Goles |
| ---------------------- | ------ | --------- | -------- | ----- |
| ABC F. C.              | Brasil | 2007-2009 | 6        | 0     |
| Bragantino             | Brasil | 2010-2011 | 29       | 8     |
| América-MG             | Brasil | 2011-2013 | 77       | 18    |
| Corinthians            | Brasil | 2013-2014 | 15       | 0     |
| Grêmio (cedido)        | Brasil | 2014      | 12       | 2     |
| Sharjah F. C. (cedido) | EAU    | 2014-2015 | 29       | 9     |
| Corinthians            | Brasil | 2015-2018 | 149      | 32    |
| Pyramids F. C.         | Egipto | 2018      | 12       | 0     |
| Cruzeiro E. C.         | Brasil | 2019-2020 | 22       | 8     |
| E. C. Bahia            | Brasil | 2020-2021 | 93       | 19    |
| Cuiabá E. C.           | Brasil | 2022-     | 51       | 13    |

## Palmarés

### Campeonatos regionales
| Título                   | Club              | Estado/Región        | Año  |
| ------------------------ | ----------------- | -------------------- | ---- |
| Campeonato Potiguar      | ABC F. C.         | Río Grande del Norte | 2007 |
| Campeonato Potiguar      | ABC F. C.         | Río Grande del Norte | 2008 |
| Campeonato Paulista      | S. C. Corinthians | São Paulo            | 2017 |
| Campeonato Paulista      | S. C. Corinthians | São Paulo            | 2018 |
| Campeonato Mineiro       | Cruzeiro E. C.    | Minas Gerais         | 2019 |
| Campeonato Baiano        | E. C. Bahia       | Bahía                | 2020 |
| Copa do Nordeste         | E. C. Bahia       | Región Nordeste      | 2021 |
| Campeonato Matogrossense | Cuiabá E. C.      | Mato Grosso          | 2022 |
| Campeonato Matogrossense | Cuiabá E. C.      | Mato Grosso          | 2023 |

### Campeonatos nacionales
| Título                          | Club              | País   | Año  |
| ------------------------------- | ----------------- | ------ | ---- |
| Campeonato Brasileño de Serie A | S. C. Corinthians | Brasil | 2015 |
| Campeonato Brasileño de Serie A | S. C. Corinthians | Brasil | 2017 |

### Distinciones individuales
| Distinción                                             | Año  |
| ------------------------------------------------------ | ---- |
| Máximo goleador del Campeonato Matogrossense (8 goles) | 2022 |